# Schnook, Außendeichsflächen bei Geversdorf
Schnook, Außendeichsflächen bei Geversdorf ist ein ehemaliges Naturschutzgebietes in den niedersächsischen Gemeinden Cadenberge in der Samtgemeinde Land Hadeln im Landkreis Cuxhaven und Balje in der Samtgemeinde Nordkehdingen im Landkreis Stade.
Das Naturschutzgebiet mit dem Kennzeichen NSG LÜ 264 war rund 265 Hektar groß. Davon entfielen 263 Hektar auf den Landkreis Cuxhaven und 2 Hektar auf den Landkreis Stade. Ein kleiner Teil des Naturschutzgebietes war Bestandteil des FFH-Gebietes „Unterelbe“. Das Gebiet stand seit dem 16. Februar 2004 unter Naturschutz. Zum 17. November 2017 ging es im neu ausgewiesenen Naturschutzgebiet „Untere Oste“ auf. Zuständige untere Naturschutzbehörden waren die Landkreise Cuxhaven und Stade.
Das ehemalige Naturschutzgebiet liegt östlich von Geversdorf in der Flussmarsch der Oste. Es befindet sich vollständig im Vordeichbereich und ist von extensiv genutztem Grünland und Brachflächen geprägt. Das tidebeeinflusste Gebiet ist von Gräben, Prielen und Resten von Altarmen der Oste durchzogen. Im Bereich der Gewässer sind Wattflächen und Röhrichte zu finden. Das Naturschutzgebiet stellte ein wertvolles Gebiet insbesondere für Wat- und Wasservögel dar. Nach Auffassung des Niedersächsischen Landesbetriebs für Wasserwirtschaft, Küsten- und Naturschutz hat es eine große Bedeutung als wichtigstes Brut- und Nahrungsgebiet für Wiesenvögel wie den Kiebitz, der Bekassine und den Rotschenkel im Landkreis Cuxhaven. Mit einem Mosaik aus Grünland, Prielen, Gräben und Röhrichten habe dieses Gebiet deutschlandweite Bedeutung für den Erhalt dieser gefährdeten Arten. Im Herbst 2017 sollen durch Bauarbeiten Grüppen und Gräben wieder aufgeweitet werden. Dies soll mit dem Abflachen von Uferbereichen verbunden werden.[veraltet] Ziel sei es, „in Teilbereichen den früher vorhandenen Tideeinfluss wiederherzustellen sowie den Wasserhaushalt und den Strukturreichtum in diesen Flächen zu optimieren.“ Die dem Naturschutz gerecht werdende Bewirtschaftung dieser Fläche in Form extensiver Wiesen- oder Weidenutzung sollte mit den ansässigen Landwirten abgesprochen werden.